# Олимпийский стадион Уху
Олимпийский стадион Уху (кит. упр. 芜湖奥林匹克体育场, пиньинь Wúhú Àolínpǐkè Tǐyùchǎng) — многофункциональный стадион, располагающийся в городе Уху, Китай. Вмещает 40,000. Являлся домашним стадионом для клуба первой лиги Китая по футболу «Аньхой Цзюфан». В основном используется для проведения футбольных матчей.